# Liling
Liling (en chino, 醴陵; pinyin, Lǐlíng) es un municipio  bajo la administración directa de la Prefectura Zhuzhou en la Provincia de Hunan, República Popular China. Su área es de 2156 km² y su población total para 2015 superó el millón de habitantes. 

## Administración
Desde octubre de 2022, el  Municipio Liling  se divide en 24 pueblos que se administran en 5 subdistritos y 19  poblados,  villas y  villas étnicas. 

## Toponimia
El topónimo Liling se compone de los sinogramas Li (una especie de vino dulce) y Ling (colina).
Según los "Registros de las Nueve Regiones de Yuanfeng" (元丰九域志) de la dinastía Song dice: Hay una colina (Ling) al norte del condado, y hay un pozo bajo la colina,  su agua es como el Li (vino dulce), por lo que se le llamó Li-Ling, de ahí  su nombre.
Sin embargo, algunos académicos sostienen que el nombre 'Liling'  proviene de los antiguos habitantes nativos de la región, los Yangyue (扬越人), quienes elaboraban licor dulce con las aguas del río Lu (渌水). La colina donde residían habría recibido así el nombre de 'Liling'. En esta teoría, la 'colina' (陵) a la que se refiere el topónimo sería específicamente la montaña Yangqi (杨岐山).

## Clima
La región tiene un clima monzónico subtropical con un clima templado y cuatro estaciones distintas. La temperatura media anual es de 18 °C, la temperatura más alta es de 40 °C y la temperatura más baja es de -8 °C. La precipitación anual es de aproximadamente 1400 mm.
| Parámetros climáticos promedio de Liling (1981−2010) | Parámetros climáticos promedio de Liling (1981−2010) | Parámetros climáticos promedio de Liling (1981−2010) | Parámetros climáticos promedio de Liling (1981−2010) | Parámetros climáticos promedio de Liling (1981−2010) | Parámetros climáticos promedio de Liling (1981−2010) | Parámetros climáticos promedio de Liling (1981−2010) | Parámetros climáticos promedio de Liling (1981−2010) | Parámetros climáticos promedio de Liling (1981−2010) | Parámetros climáticos promedio de Liling (1981−2010) | Parámetros climáticos promedio de Liling (1981−2010) | Parámetros climáticos promedio de Liling (1981−2010) | Parámetros climáticos promedio de Liling (1981−2010) | Parámetros climáticos promedio de Liling (1981−2010) |
| Mes                                                  | Ene.                                                 | Feb.                                                 | Mar.                                                 | Abr.                                                 | May.                                                 | Jun.                                                 | Jul.                                                 | Ago.                                                 | Sep.                                                 | Oct.                                                 | Nov.                                                 | Dic.                                                 | Anual                                                |
| ---------------------------------------------------- | ---------------------------------------------------- | ---------------------------------------------------- | ---------------------------------------------------- | ---------------------------------------------------- | ---------------------------------------------------- | ---------------------------------------------------- | ---------------------------------------------------- | ---------------------------------------------------- | ---------------------------------------------------- | ---------------------------------------------------- | ---------------------------------------------------- | ---------------------------------------------------- | ---------------------------------------------------- |
| Temp. máx. abs. (°C)                                 | 26.9                                                 | 30.4                                                 | 35.1                                                 | 36.3                                                 | 36.7                                                 | 37.8                                                 | 40.7                                                 | 40.7                                                 | 38.5                                                 | 36.0                                                 | 32.7                                                 | 25.2                                                 | '                                                    |
| Temp. máx. media (°C)                                | 9.3                                                  | 11.6                                                 | 15.7                                                 | 22.5                                                 | 27.6                                                 | 30.6                                                 | 34.5                                                 | 33.5                                                 | 29.5                                                 | 24.3                                                 | 18.5                                                 | 12.7                                                 | 22.5                                                 |
| Temp. media (°C)                                     | 5.5                                                  | 7.8                                                  | 11.5                                                 | 17.7                                                 | 22.6                                                 | 26.0                                                 | 29.2                                                 | 28.3                                                 | 24.4                                                 | 19.1                                                 | 13.3                                                 | 7.7                                                  | 17.8                                                 |
| Temp. mín. media (°C)                                | 3.0                                                  | 5.1                                                  | 8.5                                                  | 14.3                                                 | 19.0                                                 | 22.6                                                 | 25.3                                                 | 24.7                                                 | 20.9                                                 | 15.4                                                 | 9.7                                                  | 4.4                                                  | 14.4                                                 |
| Temp. mín. abs. (°C)                                 | -5.0                                                 | -6.3                                                 | -2.2                                                 | 2.3                                                  | 9.4                                                  | 13.7                                                 | 18.0                                                 | 18.1                                                 | 13.3                                                 | 3.5                                                  | -0.8                                                 | -10.2                                                | '                                                    |
| Precipitación total (mm)                             | 78.0                                                 | 102.4                                                | 164.8                                                | 192.6                                                | 204.3                                                | 225.3                                                | 133.9                                                | 129.8                                                | 79.9                                                 | 78.6                                                 | 76.1                                                 | 54.3                                                 | 1520                                                 |
| Humedad relativa (%)                                 | 83                                                   | 83                                                   | 83                                                   | 82                                                   | 81                                                   | 82                                                   | 76                                                   | 79                                                   | 80                                                   | 79                                                   | 78                                                   | 78                                                   | 80.3                                                 |
| Fuente: China Meteorological Data Service Center     |                                                      |                                                      |                                                      |                                                      |                                                      |                                                      |                                                      |                                                      |                                                      |                                                      |                                                      |                                                      |                                                      |